# Alloeonotus
Alloeonotus is een geslacht van wantsen uit de familie van de Miridae (Blindwantsen). Het geslacht werd voor het eerst wetenschappelijk beschreven door Franz Xaver Fieber in 1858.

## Soorten
Het genus bevat de volgende soorten:

- Alloeonotus egregius Fieber, 1864
- Alloeonotus fulvipes (Scopoli, 1763)
- Alloeonotus obtusus Wagner, 1968
- Alloeonotus spectabilis Kiritshenko, 1951